# Roman
 Ovo je glavno značenje pojma Roman. Za papu pogledajte Roman (papa).
Roman je najopširnija prozna književna vrsta, a u današnje vrijeme i najpopularnija. Prvotno se tako nazivao svaki spis koji je pisan pučkim (romanskim) jezikom (za razliku od latinskog).

## Antički roman
Nastao je još u staroj Grčkoj u 2. stoljeću i povezan je s razvojem filozofije. 
Tematika privatnog života i intimnih osjećaja obrađuje novi oblik, koji su antički teoretičari nazvali "pripoviješću o osobama", a koja je danas dobila naziv roman. 
 
Od grčkih romana sačuvani su uglavnom oni koji obrađuju ljubavnu tematiku: obično se opisuju izmišljeni likovi, i to zaljubljeni par koji se mora rastati, a zatim nakon mnogih pustolovina i muka ponovo nalaze jedno drugo i nastavljaju sretan život. Najvažniji od sačuvanih antičkih grčkih romana jesu Haritonova (Χαρίτων, 2. stoljeće) Povijest o Hereji i Kaliroji (Τὰ περὶ Χαιρέαν καὶ Καλλιρρόην) te Efeske priče (Ἐφεσιακά) Ksenofonta iz Efesa (Ξενοφῶν, 2. stoljeće). Sredinom 2. stoljeća, roman postaje jedan od oblika sofističke proze, kako se najbolje vidi iz djela Longa (Λόγγος, 2–3. stoljeće), autora pastirskog ljubavnog romana Dafnis i Hloja (Δάφνις καὶ Χλόη). Novina u prikazu ljubavnih zgoda sastoji se tu u tome što je za pozadinu radnje uzeta pastirska sredina i što se umjesto uobičajenih lutanja i pustolovina opisuju etape otkrivanja ljubavnih osjećaja. Među sofističke romane pripadaju još Heliodorove (Ἡλιόδορος, 3. stoljeće) Etiopske priče o Teagenu i Harikleji i Priče o Leukipi i Klitofontu Ahileja Tatija (Ἀχιλλεὺς Τάτιος, 3. stoljeće).

## Srednjovjekovni i renesansni roman
U srednjem vijeku postoji roman u stihu, obično antičke ili viteške, uzvišene tematike i stila. Neki od njih su: Roman o Tristanu i Izoldi, Aleksandrida (Roman o Aleksandru Velikom), Rumanac Trojski (Roman o Troji). Tijekom humanizma i renesanse pojavljuju se viteški roman, pikarski roman i pastirski roman. Viteški roman potječe iz srednjeg vijeka, a glavni je lik vitez koji poštuje kodeks časti i prevladava niz prepreka kako bi ostvario plemeniti podvig posvećen gospodaru ili izabranoj dami. Pikarski roman razvija se u 15. stoljeću, a prati lik anonimna pučanina, lutalice i varalice (picaro) koji se lukavstvom i dosjetljivošću provlači kroz život. Pastirski roman javlja se početkom 16. stoljeća, a utemeljitelj mu je Jacopo Sannazaro svojim djelom Arcadia iz 1504. godine. Petar Zoranić napisat će 1536. prvi hrvatski roman Planine djelomično pod njegovim utjecajem. Vrhunac renesansnoga romana čini Bistri vitez Don Quijote od Manche španjolskoga pisca Miguela de Cervantesa. Također se javlja i fantastično satirični roman, na primjer Rabelaisov roman Gargantua i Pantagruel.

## Klasični roman
U renesansi roman dolazi do većeg izražaja, te se u potpunosti razvija onakav kakvog danas poznajemo kao klasični roman. Najpoznatiji renesansni roman je Bistri vitez Don Quijote od Manche, kojeg je napisao Miguel de Cervantes Saavedra 1605. godine. Roman je zapravo parodija na viteške romane koji su tada bili popularni.

### Karakteristike
- čvrsta fabula
- kronološki slijed događaja
- duže vrijeme radnje
- jednostavnost
- sveznajući pripovjedač u 3. licu

### Podjela
1. prema temi: društveni, obiteljski, psihološki, povijesni, pustolovni, ljubavni, viteški, kriminalistički, dječji, ...
2. prema tonu: humoristični, satirični, didaktični, herojski, sentimentalni
3. prema postojanju: klasični, moderni i suvremeni roman.
4. prema formi:

- lika - strukturom dominiraju povezani likovi (ili jedan lik)
- zbivanja - zbivanje ujedinjuje ono što roman obrađuje
- prostora - bitna veza je neki zamišljeni ili stvarni prostor
- lančani (stupnjeviti) - priče se kao dijelovi romana nadovezuju jedna na drugu, završetak jedne je početak druge
- prstenasti - jedna uokvirena priča koja obuhvaća sve ostale, neki događaj omogućuje okvir unutar kojeg se pripovijeda cijeli roman
- paralelni - nekoliko priča se razvija usporedno
- roman-rijeka - obuhvaća ciklus povezanih romana

## Moderni roman
Moderni roman se javlja u 20. stoljeću i vuče korijene u djelu F.M.Dostojevskog Zločin i kazna, a prvi pravi moderni roman je ciklus U traganju za izgubljenim vremenom Marcela Prousta. On u svom djelu stvara posebnu vrstu romana (monološko-asocijativni roman - roman esej i roman struje svijesti), ulazi u svijet podsvijesti te razvija tehniku solilokvija (unutarnji monolog, govor o sebi objektivno i hladno). Također, uvodi psihološko vrijeme (unutarnje, različito od stvarnog).

### Karakteristike
- psihološko (subjektivno) vrijeme (u stvarnosti obično nekoliko dana ili sati)
- reprodukcija čovjekove svijesti
- unutarnji, pripovjedni monolog (solilokvij)
- težište na liku, a ne na događaju (zbog što boljeg otkrivanja čovjekovog unutarnjeg svijeta)
- defabulativnost (fabula slabi ili nestaje, radnja bez uzročno poslijedične veze, ovisi o subjektivnim doživljajima lika)
- česte teme su traganje za životnim smislom, promišljanje o sebi, pitanja o svijetu i njegovu smislu
- pripovjedač je nepouzdan i subjektivan, pripovijeda u 1. licu jednine
- jezik filozofije, simbola (metajezik)

### Podjela
- roman-esej - tip modernog romana u kojem se epsko pripovijedanje nadopunjuje osjećajima i asocijacijama
- struje svijesti - moderni roman koji nema prave radnje, pripovjedač je u 1. licu i govori o vlastitom unutarnjem svijetu u monologu
- ideja - oslobođen potčinjenosti stvarnosti, u njega ulazi sve
- filozofski - filozofija se popularizira pomoću književnog djela u koje je pretočena
- eksperimentalni - istražuju se i realiziraju različiti načini izražavanja i strukturiranja, sve je potčinjeno konstruktivnoj i destruktivnoj reinterpretaciji

### Proza u trapericama
Pojam proza u trapericama ili jeans proza nastaje u Hrvatskoj kao prozni model 60ih godina na granici između modernog i suvremenog romana. To je posebna vrsta urbanog romana nastala prema romanu
J.D.Salingera "Lovac u žitu". Nastaje kao opreka snažnom problemskom intelektualizmu modernog romana. Karakteriziraju ga mlađi glavni junak koji je netipičan, pasivan, bez ciljeva, gradski marginalac suprotstavljen svijetu odraslih. On pripada određenoj manjoj skupini, zajedno izazivaju tradicionalne vrijednosti i stvaraju vlastitu kulturu (odijevanje, glazba, jezik). U ovakvim romanima, odrasli obično slušaju klasičnu glazbu, govore standardnim jezikom, i slično, kao suprotnost mladom junaku. Traperice više nisu samo odjevni predmet, one postaju svojevrstan svjetonazor. Okolina je obično urbana zagrebačka sredina, česti su žargonizmi, to više nije filozofski govor, već govor gradske mladeži.
Početke ovakvih romana nalazimo već kod Antuna Šoljana i njegovog romana Kratki izlet, a do pravog razvoja dolazi 70ih kada nastaju romani Alojza Majetića (Čangi off' gotoff, 1970.), Zvonimira Majdaka (Kužiš stari moj, 1970.), Ivana Slamniga (Bolja polovica hrabrosti, 1972.), Branislava Glumca (Zagrepčanka, 1975.)

## Suvremeni roman
Suvremeni ili postmoderni roman nastaje 60-ih i 70-ih godina 20. stoljeća. Djelo se počinje tretirati kao promjenjivo, višeznačno, struktura koja je potpuno otvorena čitatelju i njegovoj interpretaciji. U postmodernom romanu ukida se povijesni tok, a sama priča se gradi iz fragmenata te iz drugih priča i žanrova, spajaju se razni prijašnji stilski pravci. Izbjegava se apsolutni kraj, gube se granice, priča stoji između realnog i imaginarnog. 
Tako nastaju mnogi sitniji, obično nacionalni pravci, ovisno o izboru žanrova i stila.

## Najvažniji hrvatski romani
- Petar Zoranić, Planine (napisan 1536., objavljen 1569.) - prvi hrvatski pastirski alegorijski roman
- August Šenoa, Zlatarovo zlato (1871.) - prvi hrvatski povijesni roman
- Miroslav Krleža, Povratak Filipa Latinovicza (1932.) - prvi hrvatski cjeloviti moderni roman
- Ivo Andrić, Na Drini ćuprija (1945.) - jedini hrvatski književnik nobelovac, dobio Nobelovu nagradu upravo za ovaj roman 1961. godine.